# Kloster São Bento (São Paulo)

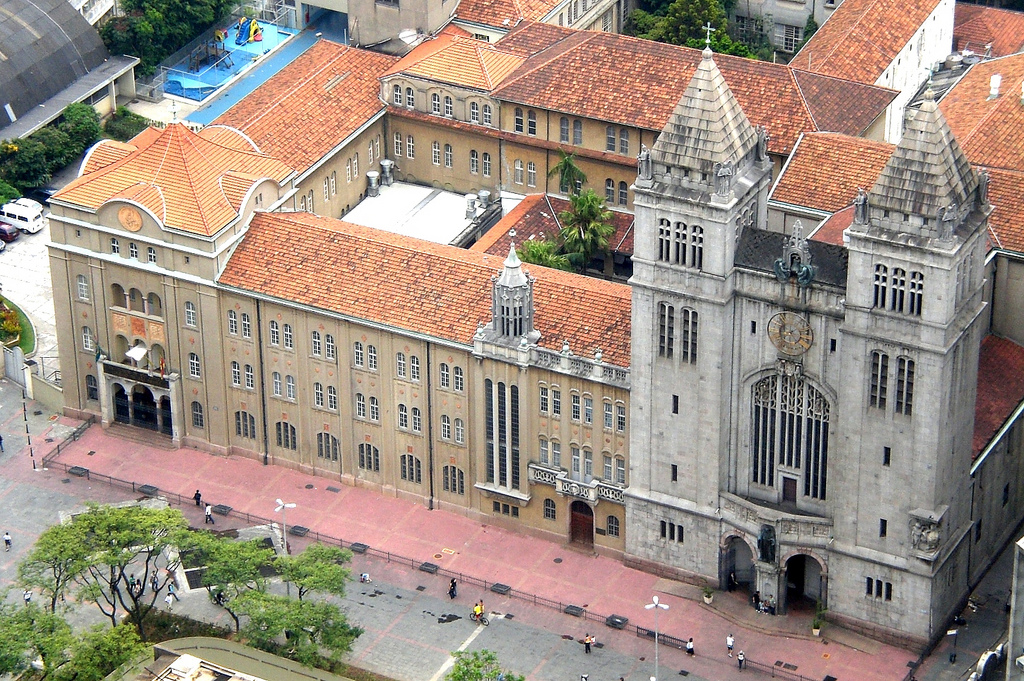
Benediktinerabtei São Bento: Abteibasilika, Kloster (Mitte) und Kollegium (links)

Das Kloster São Bento ist eine Benediktinerabtei im Stadtzentrum von São Paulo, Brasilien. Die Anlage besteht aus der Abteibasilika Nossa Senhora da Assunção, dem Kollegium São Bento und der Fakultät São Bento. Der heutige Gebäudekomplex wurde zwischen 1910 und 1922 nach den Plänen des deutschen Architekten Richard Berndl im Stil des Eklektizismus errichtet, wobei die Neuromanik prägend ist.

## Geschichte des Klosters
Die Benediktiner kamen 1598 nach São Paulo und errichteten ein Kloster mit vier Mönchszellen und einer einfachen Kirche São Bento. Das gut gelegene Gelände befindet sich oben auf einem Hügel zwischen den Flüssen Anhangabaú und Tamanduateí, auf dem zuvor das Haus des Häuptlings Tibiriçá stand. Ende 1634 wurden die Arbeiten abgeschlossen und die Abtei konnte konstituiert werden. Ab 1650 wurde das Bauwerk dank des Pioniers Fernão Dias Pais, bekannt als Smaragdjäger, stark erweitert. Als Gegenleistung für die finanzielle Unterstützung gewährten ihm die Mönche das Privileg, nach seinem Tod im Chor der Klosterkirche beigesetzt zu werden, ebenso wie seine Verwandten und Nachkommen. Bis heute ruhen seine sterblichen Überreste in der Krypta der Kirche.

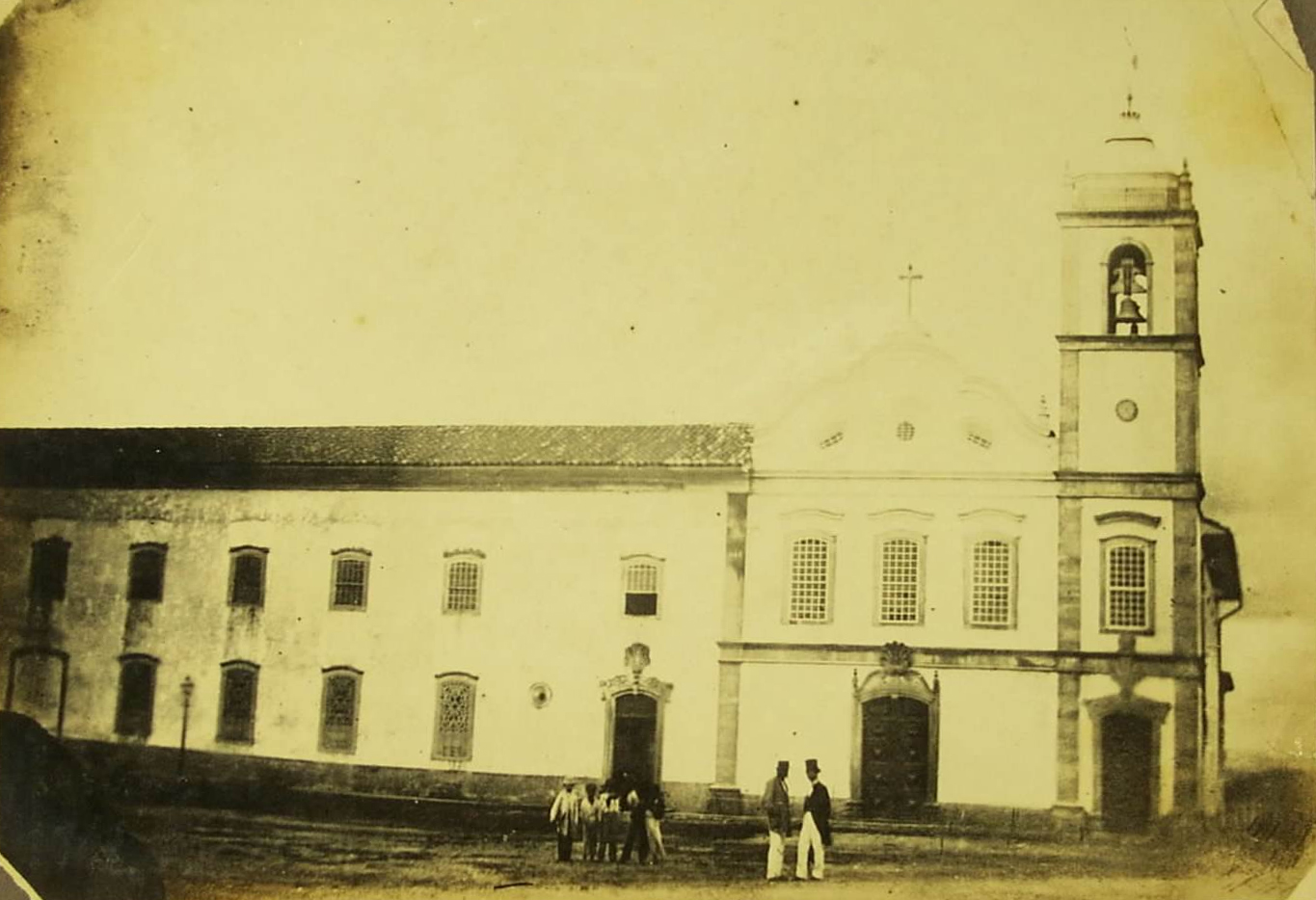
Das Kloster um 1860

In der ersten Hälfte des 19. Jahrhunderts bestimmte ein Gesetz der kaiserlichen Regierung, durch das Verbot zur Aufnahme neuer Novizen das Kloster aussterben zu lassen, um das Kloster dann in die Staatskasse zu überführen. Diese Situation wurde nur durch die Aktion von Abt Miguel Kruse (1864–1929) aufgelöst, einem deutschen Ordensmann, der das Kloster wieder aufleben ließ. Im Jahr 1903 begründete Kruse das Colégio de São Bento, eine allgemeinbildende Schule, und 1908 initiierte er noch die Philosophische Fakultät, die als die erste ihrer Art in Brasilien betrachtet wird.
Ebenfalls auf Initiative von Miguel Kruse wurden die Kirche und das Kloster der Kolonialzeit abgerissen, um ein moderneres und grandioseres Gebäude zu errichten. Das derzeitige Gebäude wurde 1910 nach der Planung des Münchener Architekten Richard Berndl errichtet. Das derzeitige Klostergebäude ist das vierte Gebäude seit seiner Gründung in der Stadt São Paulo.
Vor dem Besuch von Papst Benedikt XVI. im Mai 2007 wurden intensive Restaurierungen vorgenommen.

## Basilika

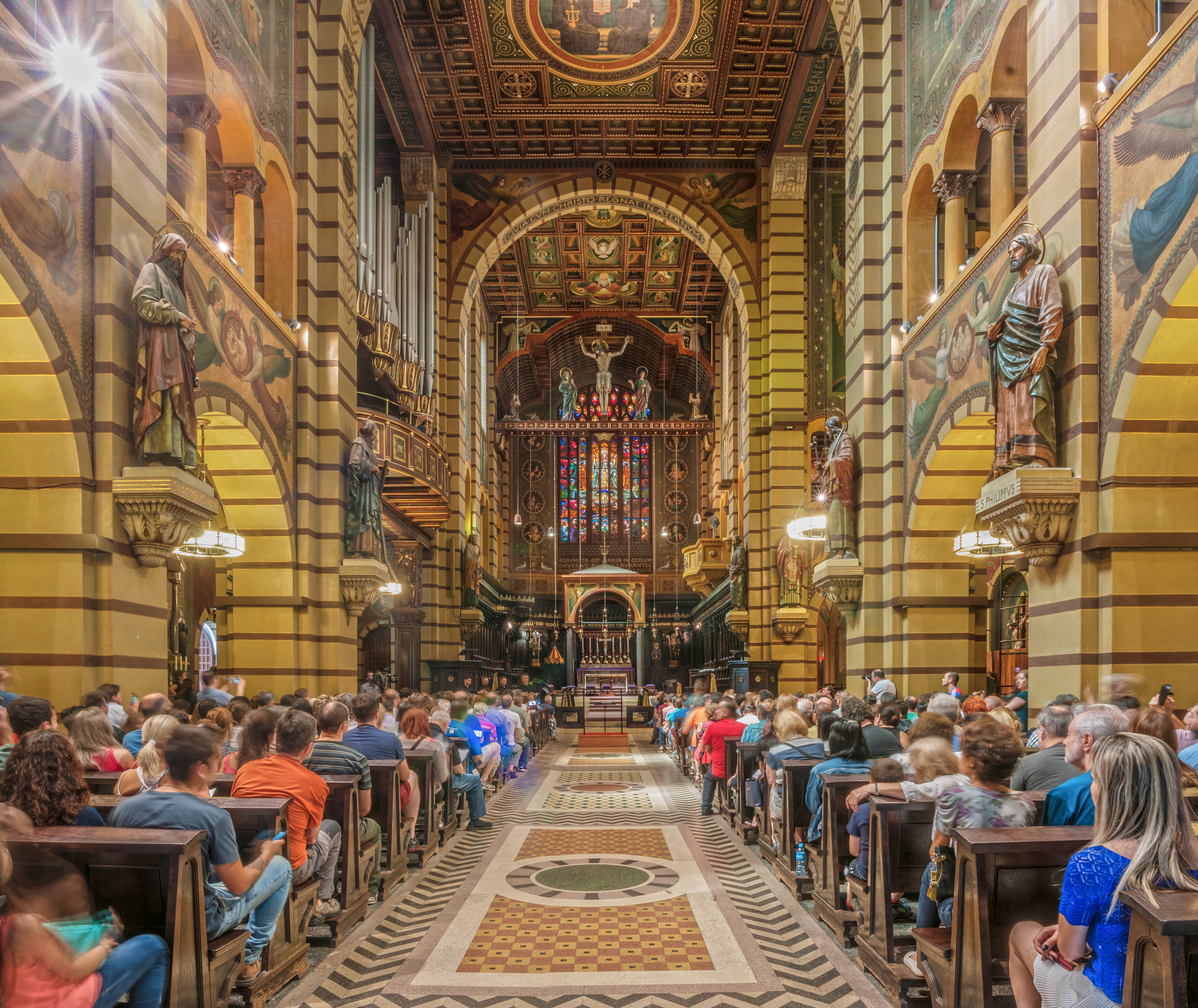
Innenraum der Basilika, ausgestaltet im Beuroner Kunststil

Die erste Kirche von 1634 war Benedikt von Nursia gewidmet, das Patrozinium wurde dann auf Wunsch des Gouverneurs Francisco de Sousa auf Unsere Liebe Frau von Montserrat übertragen. Seit 1720 führt die Kirche das Patrozinium Mariä Aufnahme in den Himmel. Die Kirche erhielt 1922 bald nach ihrer Fertigstellung den Rang einer Basilica minor.
Die heutige dreischiffige Basilika hat ein angedeutetes Querschiff, das nur bis zur Breite der Seitenschiffe ragt. Alle Kirchenschiffe werden mit einer stark ausgestalteten Kassettendecke überspannt. Der größte Teil der Innenausstattung, wie beispielsweise die Wandgemälde, wurde vom Mönch Adelbert Gresnicht (1877–1956) geplant und ausgeführt. Der Holländer Gresnicht kam 1913 speziell für diese Verantwortung nach Brasilien und war Anhänger der Beuroner Kunstschule. Adelbert stammte ursprünglich aus der Abtei Maredsous in Belgien. Einige Medaillons an den Wänden der Seitenschiffe wurden von Thomaz Scheuchl, einem deutschen Maler, geschaffen. Bemerkenswert sind auch die Skulpturen der 12 Apostel des Kirchenschiffs, die zwischen 1919 und 1922 vom belgischen Bildhauer und Maler Adrian Henri Vital van Emelen (1868–1943) angefertigt wurden. Das auf einem Balken über dem Chor befindliche skulpturale Ensemble von Anton Lang (1875–1938) stammt aus dem Jahr 1921. Schließlich besteht der Hauptaltar selbst aus Marmor aus der Region des Lago Maggiore in Italien. Irdene Darstellungen von St. Benedikt und St. Scholastika auf dem Hauptaltar stammen von Bruder Agostinho de Jesus und wurden Mitte des 17. Jahrhunderts geschaffen. Die Kirchenorgel des deutschen Herstellers E. F.  Walcker & Cie. wurde 1954 installiert und besitzt mehr als 6000 Pfeifen, die 74 Register werden über 4 Manuale bespielt. Die Uhr im Kloster São Bento ist deutscher Herstellung und wurde 1921 installiert. Bis zum Erscheinen der Quarzkristalluhren galt sie als die genaueste Uhr in São Paulo, ihr Carillon umfasst sechs Glocken.

## Hochschule
Im Juli 1900 begann eine neue Ära in der Geschichte des Klosters, als die Arbeiten am Kollegium (damals Gymnasium genannt) begannen, das 1903 eröffnet wurde und Afonso d’Escragnolle Taunay zu seinen Gründungslehrern zählte. Colégio de São Bento ist eine der Hauptschulen für Chinesen außerhalb Chinas, so dass die Hälfte der Schüler chinesischer Herkunft ist.
Danach wurde 1908 die Philosophische Fakultät gegründet, die die erste in Brasilien und einer der beiden Kerne der 1946 gegründeten Pontifícia Universidade Católica de São Paulo ist. Die Fakultät von São Bento behält ihre pädagogische Tradition bis heute bei, indem sie neben Kursen in klassischen Sprachen wie Griechisch und Latein auch einen Studiengang in Philosophie anbietet.

## Bibliothek
Das Kloster beherbergt auch eine Bibliothek mit mehr als 100.000 Titeln, von denen einige sehr selten sind. Sie wird als eine der ältesten der Stadt São Paulo angesehen. Die Sammlung enthält 581 Titel, die vor dem 19. Jahrhundert veröffentlicht wurden, darunter sechs seltene Inkunabeln. Das älteste ist ein Neues Testament aus dem Jahr 1496. Teile der Bibliothek entstammen auch den vererbten persönlichen Büchern der Mönche.